# Noor Jehan
Noor Jehan, ibland stavat Noorjehan, även känd under sin hederstitel Malika-e-Tarannum (Melodins drottning), född 21 september 1926 i Kasur i Punjab, död 23 december 2000 i Karachi, var en pakistansk sångerska och skådespelerska från Punjab. Hon anses vara en av de största sångarna från Indiska halvön och har sjungit omkring 10 000 sånger i filmer på hindi, urdu, punjabi och sindhi i både Pakistan och Indien. Noor Jehan sjöng totalt 2 422 sånger i 1148 pakistanska filmer under sin karriär och 69 sånger i Bollywoodfilmer. Hennes karriär sträckte sig över mer än sex decennier (1930-1990-talen). Hon hade stor kunskap om hindustansk klassisk musik, såväl som andra musikgenrer.
Noor Jehan anses ha varit den första kvinnliga pakistanska filmregissören.

## Filmografi (urval)
- 1935 - Sheila
- 1940 - Sajani
- 1945 - Gaon Ki Gori
- 1955 - Patay Khan
- 1959 - Koel